# 貝塚ビニールハウス殺人事件
貝塚ビニールハウス殺人事件（かいづかビニールハウスさつじんじけん）は、1979年（昭和54年）1月21日に大阪府貝塚市で発生した強姦殺人・死体遺棄事件である。
5人が逮捕・起訴されたが、4人が無罪となり、有罪が確定していた1人も再審で無罪となった冤罪事件でもあり、また、未解決事件でもある。

## 事件・捜査の概要
1979年（昭和54年）1月21日に、大阪府貝塚市の畑のビニールハウスの中で女性Xが強姦され殺害された。殺害された女性の内縁の夫Y（当時31歳）は、警察の捜査とは別に事件の調査を行う。1月23日昼、顔見知りの少年Aと出会った時、いつもと異なりYと顔をそむけ合わせようとしなかったので、何かあると思い、2日後、少年を近くの海岸まで連れ込み、殴りながら尋問。怯えた少年Aは「仲間4人とビニールハウスへ行き、殺害した」と自供。Yは告白メモに血判させ、捜査当局に提出した。
1月27日、捜査本部は5人を逮捕した。21歳の男性を除き、残り4人はいずれも18歳で、地元では不良グループと見られていた。5人はアリバイを訴えたが受け入れられず、拷問に近い尋問で犯行を自供。物的証拠は存在せず、逆に
1. 女性に残された精液、唾液、頭髪から割り出された血液型は5人とも一致しない。
2. 彼らの掌紋と靴底紋は、「犯行現場で採取された指紋、掌紋、靴底紋」と異なる。
3. 被疑者A、B、C、D、Eが所有していた靴には、犯行現場の土と一致する成分は検出されていない。

以上の理由から、被疑者A、B、C、D、Eが犯人でないことは物証の不一致により証明されていた。警察官は前記の物証の不一致は一切無視して、報道機関にも公表しなかった。
警察はさらに、本件の犯罪発生時に「被疑者A、B、C、D、Eとともに、犯行現場ではない場所に滞在していた」とアリバイを証言した、A、B、C、D、Eの友人を証拠隠滅罪で逮捕した。

## 裁判の経過・結果
裁判ではA、B、C、D、Eの5人の被告人は、捜査段階で警察官に拷問され、虚偽の供述をさせられたが、自分はこの事件に関していかなる関与もしていない、無実であると主張した。裁判は下記のとおりの経過・結果になった。
1979年
1月28日、検察庁は逮捕時に21歳だったB以外のA、C、D、Eの4人は大阪家庭裁判所堺支部に送致した。
2月7日、家裁は物証についての証拠調べを行わず刑事処分相当と判断し、検察庁に逆送致した。
1982年
12月23日、大阪地方裁判所は検察官の主張は真実であると認識し、被告人と弁護人の主張は真実ではないと認識し、物証の不一致は無視し、物証の証拠調べ請求を却下して、被告人Bに懲役18年、被告人A、C、D、Eにいずれも懲役10年の有罪判決を下した。Aは判決に控訴せず有罪が確定して服役したが、B、C、D、Eの4人は無実を主張して控訴した。
1986年
1月30日、大阪高等裁判所は検察官の主張は物証の不一致により証拠能力が無く、供述の任意性も信用性も無く、真実ではないと認識し、被告人B、C、D、Eと弁護人の無実の主張は真実であると認識して、被告人B、C、D、Eに無罪判決を下した。B、C、D、Eは3年1月間の身柄拘束から釈放された。検察官はB、C、D、Eに対する上告を断念し、B、C、D、Eの無罪が確定した。
1988年
7月19日、服役中のAは、B、C、D、Eが高裁で無罪判決を受けたことを知り、B、C、D、Eや支援者から勧められて再審請求した結果、大阪地裁は服役中のAの再審開始を決定した。
1989年
3月2日、大阪地裁はAに対する再審で、検察官の主張は物証の不一致により証拠能力が無く、供述の任意性も信用性も無く、真実ではないと認識し、被告人Aと弁護人の主張は真実であると認識して被告人Aに無罪判決を下した。Aは6年4月間の身柄拘束から釈放された。
Aが地裁の有罪判決に対して控訴せずに有罪判決を受け入れて服役した理由は、罪を認めたからではなく、有罪判決に納得したからでもなく、控訴審・上告審で裁判所が被告人の主張を認定して無罪になる保証が無く、控訴審・上告審と裁判が長期化して有罪判決が確定するよりも、早く服役して社会復帰した方が自分にとって不利益が少ないと判断したからである。
この裁判が当事者以外に注目されることになったのは、5人の被告人全員が地裁で有罪判決を受けた後、A以外のBとCとDとEの被告人4人が「自分たちは無実であり控訴審で無実を証明して無罪判決を受けたいので支援を求める」旨の手紙を読売新聞大阪社会部に送り、読売新聞が調査した結果、警察官・検察官が被告人たちの無実の証拠を隠蔽していたことが発覚し、この事件が冤罪であることが報道されたためである。控訴審では大川一夫弁護士が弁護人となり積極的な無罪立証を行った結果、高裁は地裁の有罪判決を破棄して無罪判決を下し、後にAも再審で無罪になった。

## 事件が与えた影響・教訓
この事件では、警察が逮捕した5人の被疑者全員に、事件への関与を証明する物証が無く、拷問により上記の事件の犯行と他の4人との共犯関係を認めた供述調書だけが唯一の証拠であった。
被害者Xの遺体から検出された、犯人のものと推測される精液、唾液、頭髪、指紋、掌紋、靴底紋がいずれも5人と異なっていたが、捜査当局はこれを無視した。
警察がA、B、C、D、Eの5人の犯行であるとの先入観と思い込みに基づいて、拷問により自白を強要して、警察官の先入観と思い込みに適合する供述調書を作成したが、供述調書の不整合を積極的に検証することなく盲目的に追認し、物証の不一致という証拠を無視して起訴した結果、結果として無罪判決となったが、5人の被告人のうち4人が3年1か月の身柄拘束、1人が6年4か月の身柄拘束を受けた。
捜査当局は、それ以後はそれ以外の捜査を行わなかったので、本件の被疑者や真犯人を探し出すことはできなかった。